# 가쓰시카구
가쓰시카구(일본어: 葛飾区 가쓰시카쿠[*]는 일본 도쿄도 북동부에 있는 특별구 중 하나이다.

## 개요
야마다 요지 감독의 영화 '남자는 괴로워' 시리즈로 알려진 시바마타 데이샤쿠텐과 에도 시대의 창포 문화를 전하는 호리키리 쇼부엔, 아키모토 오사무의 만화 '이곳 가쓰시카구 가메아리 공원 앞 파출소(코치카메)'로 유명해진 가메아리가 있다.
이전에는 공업이 번성한 지역으로 주택지 안에 작은 마을 공장이 점재해 아라카와 강둑에 오르면 무수한 굴뚝이 검은 연기를 내뿜고 있는 것이 보이는 전형적인 변두리의 풍경이었다. 현재는 공장 철거지가 공동주택이나 상업시설로 바뀌어 야마노테 주택가의 풍경과 별로 다르지 않은 거리로 변하고 있다.

### 가쓰시카 명칭에 대해서
가쓰시카의 명칭은 현재의 가쓰시카구 지역 고유의 것은 아니며, 가쓰시카란 원래 시모소국 가쓰시카군 일대의 광대한 땅의 총칭이었다. 이 경우의 「가쓰시카」란 중앙 부근을 대체로 현재의 치바현 이치카와시 부근으로 해 북쪽으로 사이타마현 키타가쓰시카군, 서쪽으로 도쿄도 가쓰시카구나 스미다구·고토구의 동부, 동쪽으로 이바라키현 후루카와시, 남쪽으로 에도가와구나 우라야스시 부근 일대를 포함하는 넓은 지역으로 옛날에는 만요집 등에도 그 지명이 등장하고 있다.
현재의 가쓰시카구 일대나 에도가와구의 부근은 근세까지 「가사이(가쓰시카의 서부의 의미)」라는 명칭으로 불리고 있던 지역이지만, 현재는 일반적으로 에도가와구 남부 일대의 지역을 가리키는 데 그쳐 도자이선 「가사이역」, 완간선 「가사이 분기점」, 「가사이 임해공원」, 경시청 가사이 경찰서 등에 그 이름이 남아 있다. 메이지 유신 직후에는 지바현 이치카와시에서 후나바시시 일대에 신행정청으로 「가쓰시카현」이 설치된 적도 있다(자세한 것은 가츠시카군 참조).
현재의 도쿄도 가쓰시카구 이외에 '가쓰시카'의 전부 또는 일부의 이름이 붙은 지명 등이 많은 것은 이렇게 본래 '가쓰시카'라고 불린 지역이 매우 광대했기 때문이다. 또 '가쓰시카'의 중앙 부근에 위치하고 있는 현재의 게이세이 전철 게이세이니시후나역(지바현 후나바시시)은 1987년까지 '가쓰시카역' 명칭을 사용하고 있었으며, 그 외(2010년까지 역명하에는 '구 가쓰시카역'의 표기가 있었고, JR 니시후나바시역 남동쪽의 정명은 현재도 '가쓰시카마치'를 현재도 '가쓰시카정'이다).
JR 소부선  「모토야와타역」의 어원이 되기도 하는 신사 「기쓰시카 하치만구」(지바현 이치카와시) 등, 가쓰시카의 이름을 가진 것은, 실은 현재의 가쓰시카구보다, 「본래의 가쓰시카」의 중앙 부근이었던 치바현 북서부(구 히가시가쓰시카군)에 많다.
당초 도쿄시에서는 구청 설치 예정지를 구명으로 채용하는 것을 원칙으로 하고 있었으므로, 신주쿠초(니주쿠초)가 구청 설치 예정지였기 때문에 「신주쿠구」가 최초의 구명 원안이었다. 그러나 당시의 요쓰야구 신주쿠 및 신주쿠역 주변 지역과 혼란이 있을 가능성이 있었다는 점에서 이 원안은 채택되지 않았다.

## 지리
도쿄도 동부에 위치한다. 구역 전체가 아라카와강 바깥에 있는 유일한 구이다. 구의 서부는 해발 0m 지대로 해발 -1m나 그보다 낮은 곳이 있다. 한편 구의 동부는 해발 1~2.5m까지의 범위에 있다. 도내에서 유일하게 사이타마현과 지바현 양쪽 모두와 인접한다.
가쓰시카구는 도쿄도의 다른 세 개의 구인 아다치구, 에도가와구, 스미다구와 접하고 지바현의 마쓰도시, 사이타마현의 미사토시, 야시오시와 접한다.
구를 흐르는 주요 강으로는 나카가와강, 신나카가와강, 아라카와강, 아야세강, 에도강이 있다.

## 지역
| - 아오토(青戸) - 오쿠도(奥戸) - 오하나자야(お花茶屋) - 가나마치(金町) - 가마쿠라(鎌倉) - 가메아리(亀有) - 고스게(小菅) - 시바마타(柴又) - 시라토리(白鳥) - 신코이와(新小岩) | - 다카사고(高砂) - 다카라마치(宝町) - 다테이시(立石) - 니주쿠(新宿) - 니시카메아리(西亀有) - 니시신코이와(西新小岩) - 니시미즈모토(西水元) - 히가시카나마치(東金町) - 히가시신코이와(東新小岩) - 히가시다테이시(東立石) | - 히가시호리키리(東堀切) - 히가시미즈모토(東水元) - 히가시요쓰기(東四つ木) - 호소다(細田) - 호리키리(堀切) - 미즈모토(水元) - 미즈모토코엔(水元公園) - 미나미미즈모토(南水元) - 요쓰기(四つ木) |

## 역사
1932년 10월 1일에 도쿄부 미나미가쓰시카군의 7개 정과 2개 촌이 구 도쿄시에 편입되어 가쓰시카구가 설치되었다. 1943년 7월 1일에 도쿄시와 도쿄부가 합쳐지면서 도쿄도의 가쓰시카구가 되었다. 1947년 3월 15일에 특별구가 되었다.
- 1868년 - 무사시현사가 관할이 됨.
- 1869년 1월 18일 - 고스케현이 신설되어 이곳에 속하게 된다. 가쓰시카군 고스케촌이 설치됨.
- 1872년 2월 8일 - 고스케현이 폐지되어 도쿄부 가쓰시카군이 됨.
- 1878년 11월 2일 - 도쿄부, 가쓰시카군이 폐지되어 도쿄부 미나미가쓰시카군이 됨.
- 1899년 5월 1일 - 정촌제가 시행되어 니주쿠정, 가나정, 오쿠도정, 미즈모토촌, 가메이도정, 미나미아야세정, 혼덴정의 1정 6촌이 되어 탄생함.
- 1890년 5월 10일 - 미즈모토촌과 혼덴정을 개칭됨.
- 1932년 10월 1일 - 5촌 82정이 도쿄시로 편입되어 상기에 5정 2촌이 도쿄시 가쓰시카구가 됨.
  - 이후 1937년 3월 31일까지 지바현에 동명의 가쓰시카정이 있었다.

## 산업
- 타카라토미(본사)

## 인구
|                                                | |
| 가쓰시카구의 전국의 연령별 인구 분포（2005년） | 가쓰시카구의 연령·남녀별 인구 분포（2005년）                                                                           |
| ■자주색 ― 가쓰시카구 ■녹색 ― 일본전국          | ■파랑색 ― 남자 ■빨간색 ― 여자                                                                                          |
| · 가쓰시카구（에 해당되는 지역）의 인구추이    | |
| 일본 총무성 통계국 국세조사 결과               | |
|                                                | 기술적 문제로 인해 그래프를 일시적으로 사용할 수 없습니다. 파브리케이터와 미디어위키 위키에 더 자세한 정보가 있습니다. |

2005년의 야간 인구(거주자)는 424,823명이지만 구외로부터의 통근자와 통학생 및 거주자 중 구내에 주간 잔류하는 인구의 합계인 주간 인구는 343,039명으로, 낮에는 밤의 0.807배의 인구가 된다. 통근자·통학자로 보면 구내로부터 구외로 나오는 통근자·통학자는 140,272명, 구외에서 구내로 들어가는 통근자·통학자는 58,488명으로 구내에서 구외로 나오는 통근자·통학자가 많다(도쿄도 편집 「도쿄도의 주간 인구 2005」2008년 발행 140~141 페이지). 국세조사에서는 연령 미상의 사람이 도쿄도만으로 있다. 위의 그래프에는 연령 미상의 것을 포함하며, 주야간 인구와 관련해서는 연령 미상의 인물이 숫자에 들어 있지 않으므로 숫자 사이에 오차는 발생할 수 있다.

## 교통

### 도로
- 수도고속도로 중앙환상선
  -     - 고스게 분기점 - 고스게 나들목 - 호리키리 분기점 - 요쓰기 나들목 - 히라이 대교 나들목
- 국도 제6호선
- 국도 제298호선

### 일반국도
- 도쿄도도 제314호선
- 도쿄도도 제451호선
- 도쿄도도 제467호선

### 다리

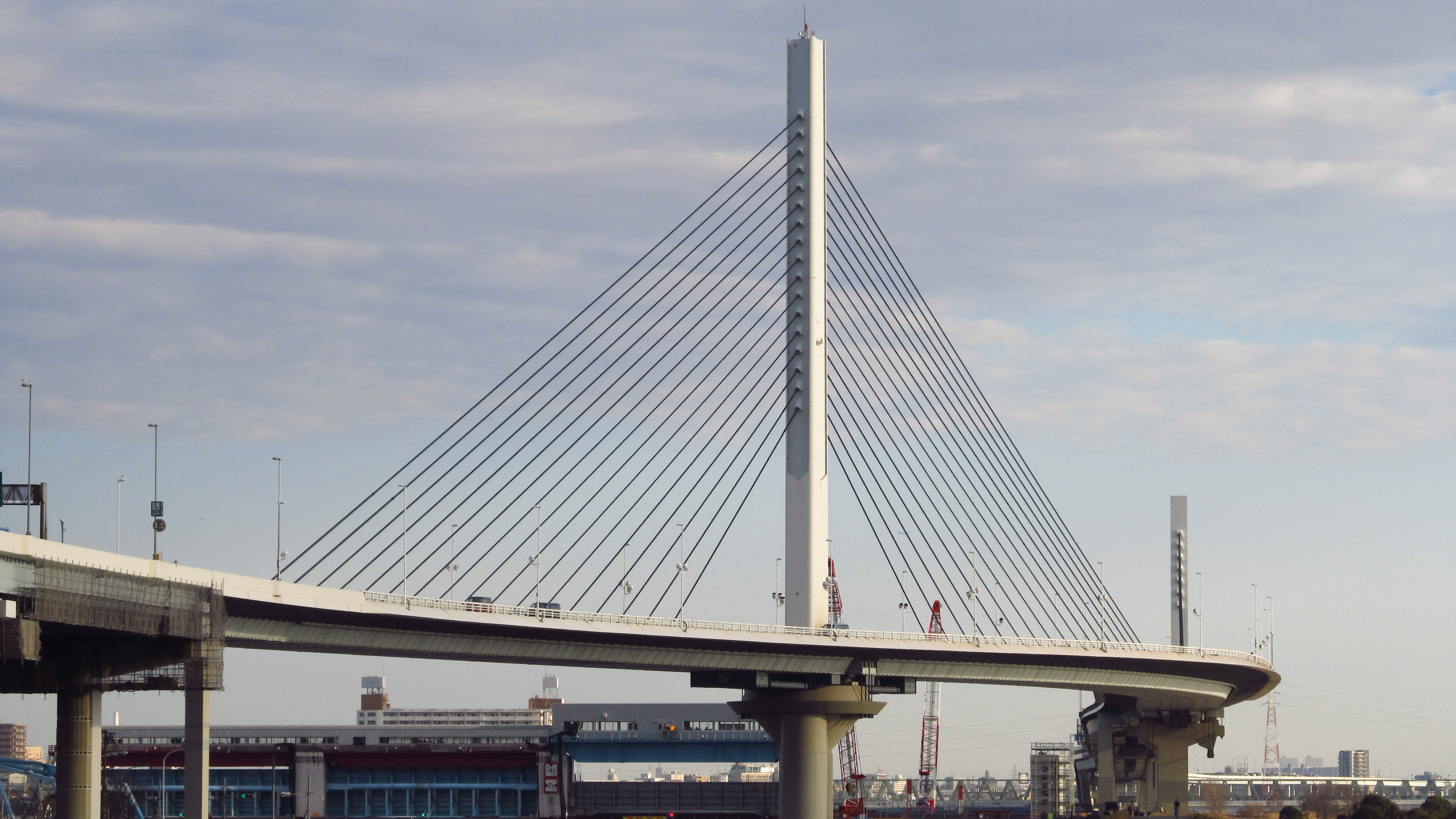
가쓰시카 하프 다리

- 가쓰시카 대교
- 가쓰시카 하프 다리
- 신카쓰시카 다리
- 요쓰기 다리
- 히라이 대교

### 노선버스
- 도에이 버스
- 토부 버스
- 게이세이 버스
- 게이세이 타운버스
- 히타치 자동차 교통

### 철도
도로는 거의 동서 방향으로만 운행되며 남북 방향 철도는 게이세이 가나마치선밖에 없다. 게다가 게이세이 가나마치선도 전선 단선이기 때문에 갯수가 적다. 그 때문에 세타가야구나 에도가와구와 마찬가지로 남북 방향의 교통은 노선버스에 의존하고 있다. 가쓰시카구의 역에서 인접한 난보쿠의 시 또는 구로 향하는 버스는 모든 버스 회사가 노선버스를 운행하고 있어 가메아리역에서 간시치거리를 경유해 가사이 임해공원역 방면으로 향하는 셔틀 세븐이 1시간에 1~2편 정도 운행되고 있는 것 외에 북부의 가메아리·가네마치역에서는 미사토역 방면, 야시오역 방면, 고이와역 방면 등으로 향하는 노선버스가 남부의 신바이다.
남북 방향의 교통 편리성을 향상시키기 위해 가쓰시카구는 신금화물선(조반선화물선)의 여객화나 메트로세븐의 실현 및 지하철 유라쿠초선)·한조몬선의 구내 연장 등에 대해서 검토하고 있다.
- 게이세이 전철
  - 본선
    - (아다치구) - 호리키리쇼부엔역 - 오하나자야역 - 아오토역 - 게이세이 다카사고역 - (에도가와구)

  - 오시아게선
    - (스미다구) - 요쓰기역 - 게이세이 다테이시역 - 아오토역

  - 가나마치선
    - 게이세이 다카사고역 - 시바마타역 - 게이세이카나마치역
- 동일본 여객철도
  - 조반선(조반 완행선)
    - (아다치구) - 가메아리역 - 가나마치역 - (지바현 마쓰도시)

  - 소부 본선
    - 소부 쾌속선
      - (스미다구) - 신코이와역 - (지바현 이치카와시)

    - 주오·소부 완행선
      - (에도가와구) - 신코이와역 - (에도가와구)
- 호쿠소 철도
  - 호쿠소선
    - 게이세이 다카사고역 - 신시바마타역 - (지바현 마쓰도시)

가쓰시카구청은 게이세이 다테이시역·아오토역·오하나자야역에서 거의 등거리 위치에 있다.(3역에서 버스로 구청에 도착할 수 있다.)
도쿄도 구부에서 가쓰시카구와 세타가야구만 지하철이 다니지 않는다. 또한 조반선 각역 정차의 거의 전 열차가 도쿄 지하철 치요다선 요요기 우에하라역까지 직통하고 일부는 오다큐선과도 직통하고 최원은 이세하라역까지이다.
게이세이 오시아게선은 도영 지하철 아사쿠사선(아사쿠사선을 경유해 케이큐 본선·케이큐 공항선에도 직통)에의 상호 직통 운전을 실시하고 있어 아사쿠사선(아사쿠사·니혼바시·신바시·고탄다·니시마고메 방면), 게이큐선(시나가와·하네다 공항·요코하마 방면)에 환승없이 접근할 수 있다.
또 도쿄 23구에서 유일하게 사이타마현과 철도로 환승없이 갈 수 없는 구이다. 버스에서는 가쓰시카구와 사이타마현 야시오시·미사토시가 연결되어 있다. 그리고 가쓰시카구는 지하역과 철도의 지하 주행 구간이 존재하지 않는다.
도쿄 메트로 지요다선의 아야세역(아다치구 아야세3가)은 구 경계에 있어 동쪽 출구 부분은 코스게4가와 인접하고 있다. 이 아야세역의 소재지는 당초 가쓰시카구 가미치바초였으나 이후인 1968년 4월 1일에 아다치구와의 구 경계 변경·이관이 이루어져 소재지가 가쓰시카구에서 아다치구가 되었다.
1960년 12월부터 도영 지하철 아사쿠사선과 게이세이 전철 오시아게선과의 상호 직통 운행이 이루어지고 있다. 1963년부터 도쿄도 교통국 마고메 차량기지가 개설되는 1968년까지 5년간 도쿄도 교통국이 구내의 게이세이 전철 다카사고 차량기지의 일부를 차용해 차량기지로 삼았던 적이 있다.

## 자매 도시
- 미국 캘리포니아주 오렌지 카운티
- 중국 베이징시 펑타이구
- 오스트리아 빈 플로리츠도르프
- 대한민국 서울특별시 마포구

## 주요 인물
- 아키모토 오사무
- 한쓰 엔도 - 라멘 저널리스트
- 니노미야 카즈나리

## 픽션

### 만화·애니메이션
- 여기는 잘나가는 파출소 - 북쪽에 있는 가메아리(일본어: 亀有, かめあり)

### 영화
- 도라지로 이야기(일본어: 男はつらいよ)